# پونتیاک مونتانا
پونتیاک مونتانا (Pontiac Montana) خودرویی است که در سال‌های ۱۹۹۸ تا ۲۰۰۹در ایالات متحده آمریکا تولید شده‌است.
این خودرو در کلاس مینی‌ون قرار گرفته، طراحی آن موتور جلو، خودرو محور جلو و خودرو چهار چرخ محرک بوده است. سیستم جعبه‌دندهٔ آن ۴ دنده به صورت خودکار است.